# Список птахів Токелау
Це перелік видів птахів, зафіксованих на території Токелау. Авіфауна Токелау налічує загалом 29 видів, з яких 1 був інтродукований людьми. 5 видів є рідкісними або випадковими. 2 види перебувають під загрозою глобального зникнення.

## Позначки
Наступні теги використані для виділення деяких категорій птахів.
- (А) Випадковий — вид, який рідко або випадково трапляється на Токелау
- (I) Інтродукований — вид, завезений на Токелау як наслідок, прямих чи непрямих людських дій

## Буревісникоподібні(Procellariiformes)
Родина: Буревісникові (Procellariidae)
- Буревісник гігантський, Macronectes giganteus (A)
- Буревісник клинохвостий, Ardenna pacificus (A)

## Фаетоноподібні(Phaethontiformes)
Родина: Фаетонові (Phaethontidae)
- Фаетон червонохвостий, Phaethon rubricauda
- Фаетон білохвостий, Phaethon lepturus

## Сулоподібні(Suliformes)
Родина: Сулові (Sulidae)
- Сула жовтодзьоба, Sula dactylatra (A)
- Сула червононога, Sula sula
- Сула білочерева, Sula leucogaster

Родина: Фрегатові (Fregatidae)
- Фрегат тихоокеанський, Fregata minor
- Фрегат-арієль, Fregata ariel

## Пеліканоподібні(Pelecaniformes)
Родина: Чаплеві (Ardeidae)
- Чепура тихоокеанська, Egretta sacra

## Куроподібні(Galliformes)
Родина: Фазанові (Phasianidae)
- Курка банківська, Gallus gallus (I)

## Сивкоподібні(Charadriiformes)
Родина: Сивкові (Charadriidae)
- Pluvialis fulva

Родина: Баранцеві (Scolopacidae)
- Грицик малий, Limosa lapponica
- Кульон середній, Numenius phaeopus (A)
- Кульон аляскинський, Numenius tahitiensis
- Коловодник аляскинський, Tringa incana
- Крем'яшник звичайний, Arenaria interpres
- Побережник білий, Calidris alba

Родина: Мартинові (Laridae)
- Крячок жовтодзьобий, Thalasseus bergii
- Крячок індонезійський, Sterna sumatrana
- Крячок полінезійський, Onychoprion lunatus
- Крячок строкатий, Onychoprion fuscatus
- Крячок атоловий, Anous minutus
- Крячок бурий, Anous stolidus
- Крячок сірий, Anous cerulea (A)
- Крячок білий, Gygis alba

## Голубоподібні(Columbiformes)
Родина: Голубові (Columbidae)
- Пінон тонганський, Ducula pacifica

## Зозулеподібні(Cuculiformes)
Родина: Зозулеві (Cuculidae)
- Коель новозеландський, Urodynamis taitensis

## Совоподібні(Strigiformes)
Родина: Сипухові (Tytonidae)
- Сипуха австралійська, Tyto novaehollandiae